# Henriette de Nassau-Weilbourg (1797-1829)
Pour les articles homonymes, voir Henriette de Nassau-Weilbourg.
Henriette Alexandrine Frédérique Wilhelmine de Nassau-Weilbourg (Bayreuth 30 octobre 1797 - Vienne 29 décembre 1829) est une princesse allemande de l'ère post-napoléonienne qui devient par mariage l'épouse du héros d'Aspern, l'archiduc Charles-Louis d'Autriche-Teschen, et reste à ce jour la seule personnalité protestante inhumée dans la Crypte des Capucins, nécropole impériale des Maisons de Habsbourg et de Habsbourg-Lorraine.

## Biographie
Fille de Frédéric-Guillaume de Nassau-Weilbourg et de Louise-Isabelle de Kirchberg, la princesse est une proche parente du roi Guillaume Ier des Pays-Bas. Elle épouse à l'âge de 18 ans, les 15 et 17 septembre 1815, l'archiduc Charles-Louis d'Autriche-Teschen, frère cadet de l'empereur François Ier d'Autriche, âgé de 44 ans. Malgré leur différence d'âge, l'archiduc Charles et la princesse Henriette formèrent un couple particulièrement harmonieux. Vaillant stratège et officier, l'archiduc Charles est considéré comme un héros qui a lutté contre les ambitions de Napoléon Ier pendant plus de vingt ans. Vivant dans la retraite depuis 1809, le héros d'Aspern a été nommé gouverneur de la ville de Mayence en 1815. En 1820, il fait bâtir à Baden près de Vienne un palais qu'il baptise château de Weilburg qu'il offre à sa jeune épouse.
Adopté par sa tante l'archiduchesse Marie-Christine d'Autriche et son mari le prince Albert de Saxe, il hérite entre autres du duché de Teschen à la mort de celui-ci en 1822.

L'archiduc Charles et ses enfants en 1832 (à gauche le buste de sa défunte épouse).

Le duc et la duchesse de Teschen ont sept enfants :
- Marie-Thérèse (31 juillet 1816 Vienne - 8 août 1867 Abano). Épouse en 1837 Ferdinand II, roi des deux Siciles ;
- Albert (3 août 1817 Vienne - 18 février 1895 Vienne), duc de Teschen, deviendra un des plus célèbres généraux d'Europe. Épouse en 1844 Hildegarde de Bavière ;
- Charles-Ferdinand (29 juillet 1818 Vienne - 20 novembre 1874 Groß Seelowitz) épouse en 1854 sa cousine Élisabeth de Habsbourg-Hongrie, fille du Palatin de Hongrie (1831-1903) ;
- Frédéric-Ferdinand d'Autriche (14 mai 1821 Vienne - 5 octobre 1847 Vienne) ;
- Rodolphe (25 septembre 1822 Vienne - 11 octobre 1822 Vienne) ;
- Marie-Caroline (10 septembre 1825 Vienne - 17 juillet 1915 Baden). Épouse en 1852 son cousin Rainier d'Autriche, fils de l'archiduc Rainier d'Autriche ;
- Guillaume-François d'Autriche (21 avril 1827 Vienne - 29 juillet 1894 Weikersdorf). Grand maître de l’ordre Teutonique en 1863.

L'archiduchesse Henriette introduisit la tradition du sapin de Noël à la cour autrichienne. Elle mourut le 29 décembre 1829 à l'âge de 32 ans de la scarlatine qu'elle avait contractée en soignant un de ses enfants atteint du même mal.
Se posa la question de l'endroit où serait inhumée cette princesse non catholique. L'empereur François Ier eut cette réponse pleine de grandeur : « Elle fut parmi nous dans cette vie, il est normal qu'elle le soit aussi dans la mort » et la dépouille de la princesse rejoignit les membres de la Maison de Habsbourg-Lorraine dans la crypte du couvent des capucins, nécropole impériale.

## Sources
- (en) Cet article est partiellement ou en totalité issu de l’article de Wikipédia en anglais intitulé « Henriette of Nassau-Weilburg » (voir la liste des auteurs).